# 舘野鴻
舘野 鴻（たての ひろし、1968年 - ）は、日本の絵本作家、生物画家。名前の表記については、2019年以降、カナ表記の「たての ひろし」も使用している。
師は絵本画家の熊田千佳慕（熊田五郎）。

## 来歴

### 生物画家となるまで
神奈川県横浜市に生まれる。幼少期、近所に住んでいた熊田千佳慕の家へ絵を習いに行っていた母に連れられて通ううち、交流を深め、出入りするようになった。
中学時代、退部する友人に頼まれて生物部に入部。オサムシを好きになる。
1986年、札幌学院大学へ進学。北海道の自然の中で、昆虫採集に熱を入れる。野生生物の観察を行いながら、演劇や舞踏、音楽活動を行う。大学中退後は舞台美術、報道カメラマン助手、 生花店などの仕事をしながら音楽活動や 生物観察を続ける。
1992年、横浜に戻る。土木作業員、 配送業の仕事をしながら現代美術に触れる。 
1994年、熊田千佳慕に神奈川県立生命の星・地球博物館名誉館員の高桑正敏を紹介される。高桑にアジア航測を紹介され、生物調査のアルバイトを始める。その後、現地調査の傍ら、同社が調査・編集する書籍類・報告書などで、生物画を始めとする各種イラストを手がける。
1996年、神奈川県秦野市に転居。
2000年、アマチュアの昆虫研究家に学研で図鑑に掲載する標本画、生態画、解剖図プレートの仕事を紹介される。
2002年、初めての図鑑の仕事『原色ワイド図鑑 昆虫I・II』が出版される。その後、「学研の科学」でも解剖図を手掛ける。監修の研究者が納得する絵を求めて、自分の手で観察対象の解剖を繰り返し、詳細に描きとめる。この経験が、学術的事実に忠実な画風を生み出す背景となった。
この後、『学研わくわく観察図鑑』シリーズで『ザリガニ』（2005年）、『メダカ』（2006年）が相次いで刊行された。

### 生物絵本への転身
学研の編集長に写真家・久保秀一を紹介され、久保に偕成社で絵本を出版することを勧められる。偕成社の編集者から3作のシリーズを提案され、『しでむし』『たかねひかげ』『つちはんみょう』を企画した。折から写真技術の向上により、リアルイラストの需要が大幅に減少して、廃業を考える。辺境の虫を主役に絵本をかこうと構想し、熊田千佳慕に相談。永野昌博博士の論文を手渡される。その論文が決定的なきっかけとなり、絵本『しでむし』の制作を始める。
しかし第2弾の『たかねひかげ』は地味な題材で出版社から難色を示された上、高山蝶であるため取材が難しいことから、2008年に出版を断念し、『ぎふちょう』に変更する。
2009年に初の絵本作品『しでむし』を偕成社から出版。同書は後に韓国語版（2011年）も刊行された。3月には新潟県十日町市立里山科学館　越後松之山「森の学校」キョロロで、「舘野鴻　絵本しでむし原画展」を開催。同市の松之山がギフチョウの多産地であることから、永野昌博から当地での取材を勧められ、5月より取材を開始する。一方で出版後、ノイローゼ状態になるが、その最中、世界文化社『ワンダーブック』での春の景観図を依頼される。ノイローゼ状態だったこともあり、この絵は、それまでの画風と違うものとなっている。『ぎふちょう』は2012年に、『つちはんみょう』は2016年にそれぞれ刊行された。『つちはんみょう』は、2017年に第66回小学館児童出版文化賞を受賞した。
この絵本制作の副産物として、学会でも明らかになっていなかったヒメツチハンミョウの生態を観察から2015年に解明し、翌年、雑誌『月刊むし』（むし社）に「ヒメツチハンミョウの生態」と題した報告を2度に分けて寄稿した。
この間の2010年、仕事の舞台だった「学研の科学」が休刊となる。
2021年、世界最大規模の絵本原画コンクールBIB（ブラチスラバ世界絵本原画展）の国内選考会で『がろあむし』（2020年、岩波書店）が選出される。
2023年、『ねことことり』で第28回日本絵本賞、2024年、『どんぐり』で第29回日本絵本賞を受賞した。

## 作品・著書

### 絵本（作・絵）
- 『しでむし』（偕成社、2009）
- 韓国語版『しでむし』（BETTER BOOKS、2011）
- 『ぎふちょう』（偕成社、2013）
- 『なつの はやしの いいにおい』（福音館書店＜ちいさなかがくのとも＞、2014）
- 韓国語版『ぎふちょう』（BETTER BOOKS、2015）
- 中国語版『しでむし』『ぎふちょう』（長江少年児童出版社、2015）
- 『つちはんみょう』（偕成社、2016）
- 『はっぱのうえに』（福音館書店＜ちいさなかがくのとも＞、2019）
- 『がろあむし』（偕成社、2020）
- 『うんこ虫を追え』（福音館書店、2022）

### 絵本（絵のみ）
- 『こまゆばち』（澤口たまみ・文）福音館書店＜かがくのとも＞、2012年
- 『宮沢賢治の鳥』（国松俊英・文）岩崎書店、2017年
- 『なりすます むしたち』（澤口たまみ・文）福音館書店＜かがくのとも＞、2018年

### 絵本（作のみ）
- 『あまがえるのかくれんぼ』（かわしまはるこ・絵）世界文化社、2019年[9]
- 『あまがえるのぼうけん』（かわしまはるこ・絵）世界文化社、2021年[10]

### 図鑑
- 『原色ワイド図鑑 昆虫Ⅰ・Ⅱ』学習研究社、2002年。
- 『ふしぎ・びっくり！？　こども図鑑　むし』学習研究社、2004年。
- 『ふしぎ・びっくり！？　こども図鑑　さかな』学習研究社、2005年。
- 『学研わくわく観察図鑑 ザリガニ』学習研究社、2005年。
- 『学研わくわく観察図鑑 メダカ』学習研究社、2006年。
- 『ジュニア学研の図鑑　昆虫』学習研究社、2006年。
- 『ニューワイド学研の図鑑 動物のくらし』学習研究社、2007年。
- 『ニューワイド学研の図鑑 生き物のくらし』学習研究社、2007年。
- 『ジュニア学研の図鑑 魚』学習研究社、2008年。
- 『21世紀幼稚園百科 新版 動物』小学館、2008年。
- 『講談社の動く図鑑MOVE　昆虫』講談社、2011年。

### 教科書
- 『みんなとまなぶ　しょうがっこう　せいかつ　下』学校図書、2014年。

### 表紙・挿絵
- 『学校ビオトープづくりモデル技術集』富山県、2002年。
- 『三番瀬』パンフレット　千葉県、2003年。
- 『棚田と生きる』十日町市立里山科学館越後松之山「森の学校」キョロロ、2009年。[11]
- 『月刊むし』むし社、2010年11月号（477号）。
- 『ダニ・マニア　チーズをつくるダニから巨大ダニまで』（島野智之 著）八坂書房、2012年。
- 『野鳥の楽園　バードピア』公益社団法人 日本鳥類保護連盟、（発行年不明）。
- 『野生のオーケストラが聴こえる』（バーニー・クラウス 著）みすず書房、2013年[12]
- 『世界の美しき鳥の羽根: 鳥たちが成し遂げてきた進化が見える』（藤井幹、松橋利光、舘野鴻、かわしまはるこ）誠文堂新光社、2015年。
- 『月刊むし』むし社、2016年2月号（540号）。
- 『壁抜けの谷』（山下澄人 著）中央公論新社、2016年。
- 『ツチハンミョウのギャンブル』（福岡伸一 著）文藝春秋、2018年。
- 『チョウはなぜ飛ぶか』（日高敏隆 著）岩波書店、2020年。

## 作画監修
- 『佐渡市環境副読本　指導書　佐渡島環境大全』新潟県佐渡市、2008年。

## 研究・報文
- 「ヒメツチハンミョウの生態（1）」『月刊むし』2016年2月号（540号）
- 「ヒメツチハンミョウの生態（2）」『月刊むし』2016年3月号（541号）
- 「オオセンチコガネの生態」『月刊むし』2020年10月号（596号）
- 「オオセンチコガネとセンチコガネの生態を探る」『月刊むし』2022年4月号（614号）

## 随筆
- 「ぎふちょうの林」『チョウの舞う自然』日本チョウ類保全協会、2014年。
- 「虫の絵本を描く」『生き物を描く　サイエンスのための細密描画』神奈川県立　生命の星・地球博物館、2015年。
- 「特集　あの人の日記」『すばる』4月号　集英社、2017年。
- 「『完訳ファーブル昆虫記』完結に寄せて・自然観察者が伝えたいこと」『すばる』8月号　集英社、2017年。
- 「絵本に何ができるのか」『教育研究』筑波大学附属小学校、2021年。
- 「猫のスケッチ」『どうぶつと動物園』東京動物園協会、2021年。
- 「変わり続ける本」『学校図書館』１月号　全国学校図書館協議会、2021年。[13]
- 「物語の中の野生・人にたとえるということ」『鬼ヶ島通信』76号《特集・どうぶつを書く》鬼ヶ島通信社、2021年。
- 「からだで知る」SSTA通信 第13号『明日のりか』ソニー科学教育研究所、2021年。